# Menou
Menou – miejscowość i gmina we Francji, w regionie Burgundia-Franche-Comté, w departamencie Nièvre.
Według danych na rok 1990 gminę zamieszkiwało 201 osób, a gęstość zaludnienia wynosiła 12 osób/km² (wśród 2044 gmin Burgundii Menou plasuje się na 710. miejscu pod względem liczby ludności, natomiast pod względem powierzchni na miejscu 563.).